# خوان گیخا
خوان گیخا (انگلیسی: Juan Giha؛ زادهٔ ۲۳ آوریل ۱۹۵۵) تیرانداز اهل شیلی بود.
وی در مسابقات کشوری و بین‌المللی در مجموع برندهٔ ۱ مدال نقره شده‌است.